# 二将城城址
二将城城址，位于中国甘肃省华池县，为一个省级文物保护单位，类型为古遗址。
二将城城址的历史年代为宋代。